# Copris celebensis
Copris celebensis là một loài bọ cánh cứng trong họ Bọ hung (Scarabaeidae).